# Аполодор Каристски
Аполодор Каристски (грч. Ἀπολλόδωρος ὁ Καρύστιος) био је комедиограф.
Он је један од најзначајнијих писаца атичке нове комедије, стварао је у Атини између 300. и 260. пре Христа. Треба га разликовати од старијег Аполодора из Геле (342—290), Менандаровог савременика који је такође писац периода нове комедије.
Написао је 47 комедија и био је награђиван пет пута. Теренцијева Хекира и Формио су адаптације Аполодорових дела Hekyra и Epidikazomenos.

## Сачувани наслови и фрагменти
- Amphiareus (Amphiaraus)
- Anteuergeton (Man Who Returns a Kindness)
- Apokarterountes (People Starving Themselves to Death)
- Apoleipousa (The Woman Who Leaves)
- Grammateidiopoios (Maker of Writing Tablets)
- Diabolos (The Accuser)
- Hekyra (The Mother-In-Law)
- Ennea (Nine)
- Epidikazomenos (The Claimant)
- Hiereia (The Priestess)
- Proikizomene (The Woman with a Dowry) or Himatiopolis (The Female Clothes-Seller)
- Sphattomene (The Woman Being Slaughtered)

Поред ових дванаест дела, постоји још девет наслова (и припадајућих фрагмената) које су античке власти приписивале само „Аполодору“, не прецизирајући да ли их је написао Аполодор из Кариста или Аполодор из Геле. Дела су:
- Adelphoi (Brothers)
- Aphanizomenos (The Disappearing Man)
- Galatai (The Galatians)
- Diamartanon (The Man Who Is Failing Utterly)
- Kitharodos (The Citharode)
- Lakaina (The Laconian Woman)
- Paidion (The Little Child)
- Paralogizomenoi (The Beguiling Men)
- Synepheboi (People Who Were Adolescents Together)